# Patricie Pagáčová
Patricie Pagáčová (n. Patricie Solaříková, n. 19 decembrie 1988, Praga, Cehoslovacia) este o actriță cehă. Este cunoscută pentru rolul ei de lungă durată ca Tereza Jordánová din telenovela cehă Ulice din 2005 până în 2019. Pe lângă cariera sa în televiziune, Pagáčová a mai avut roluri într-o serie de filme, precum și pe scena teatrelor din Praga. 
Ea a apărut în sezoanele șase și șapte ale serialelor de televiziune cehă și slovacă SuperStar⁠(d) ca unul dintre judecători.

## Biografie
Solaříková a apărut în sezoanele doi și trei din serialul de televiziune Ranč U Zelené sedmy⁠(d), care au fost filmate în 2000 și 2005. Ea s-a alăturat apoi telenovelei de pe TV Nova Ulice⁠(d), la începuturile sale, în 2005, interpretând rolul Terezei Jordánová. Ea a rămas în serial până când și-a anunțat plecarea în ianuarie 2019.
Solaříková a debutat în teatru în 2017, jucând în Branické divadlo⁠(cs)[traduceți] (Teatrul Branicki) din Praga în piesa lui Sébastien Thiéry⁠(fr)[traduceți] Dva nahatý chlapi (în franceză Deux hommes tout nus). Ea a jucat și în Divadlo Na Jezerce⁠(cs)[traduceți] (Teatrul Na Jezerce) în cartierul Nusle⁠(d) din Praga.
În noiembrie 2019, Pagáčová a fost anunțată ca judecător în sezonul șase al SuperStar, revenind pentru sezonul șapte în 2021. Ulterior, a apărut în miniserialul Iveta, bazat pe viața celebrei actrițe cehe Iveta Bartošová.

## Viață personală

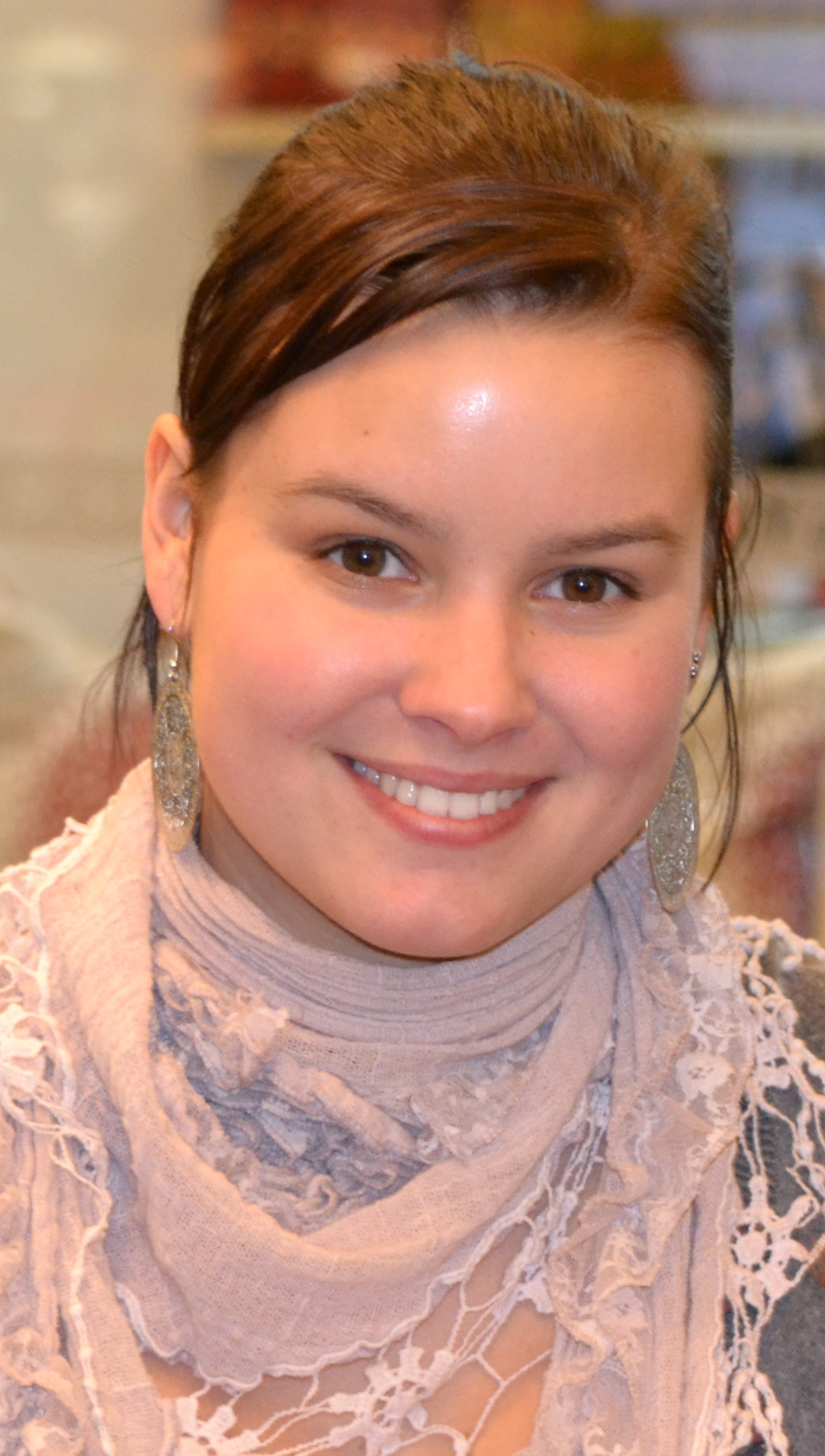
P Solaříková

Solaříková a studiat la Universitatea Metropolitană din Praga⁠(d), pe care a absolvit-o în 2015.
În iunie 2019, Solaříková și-a anunțat căsătoria cu Tibor Pagáč după care și-a schimbat numele de familie în Pagáčová. A devenit mamă în 2021, dând naștere unei fiice în luna mai a acelui an.
Pagáčová a fost implicată în numeroase proiecte de caritate, cum ar fi găzduirea unui concert și atragerea atenției asupra evenimentelor de susținere a sclerozei laterale amiotrofice. Ea a organizat, de asemenea, un calendar anual cu tematică pentru câini pentru a sprijini adăposturile de animale⁠(d).

## Filmografie (selecție)
- Ranč U Zelené sedmy (serial de televiziune, 2000–2005)
- Zakletá třináctka⁠(wikidata)[traduceți] (2004)[6]
- Ulice (televiziune, 2005–2019)
- Svědomí Denisy Klánové⁠(wikidata)[traduceți] (2009)[6]
- Kluci z hor⁠(cs)[traduceți] (2018)
- Gump - pes, který naucil lidi zít (2021)
- Prvok, Šampón, Tečka a Karel (2021)
- Pánský klub⁠(cs)[traduceți] (2022)
- Iveta (televiziune, 2022)
- Nineties (televiziune, 2022)